# Stockholmsgade Station
Stockholmsgade Station er en letbanestation i Aarhus beliggende i bydelen Christiansbjerg. Stationen ligger på Randersvej ved krydset med Stockholmsgade. Stationen er anlagt midt på vejen og består af to sideliggende perroner. De er anbragt på hver sin side af krydset med en placering umiddelbart efter dette set i forhold til køreretningen. Adgang sker via fodgængerfelterne i krydset. På hver perron er der en kort overdækning med bænke og på perronen i retning mod Aarhus H desuden en rejsekort-billetautomat. Omgivelserne er en blanding af boligblokke og villaer samt en række supermarkeder og andre forretninger langs den østlige side af Randersvej.
Strækningen mellem Aarhus H og Universitetshospitalet, hvor stationen ligger, åbnede den 21. december 2017.